# 切削油

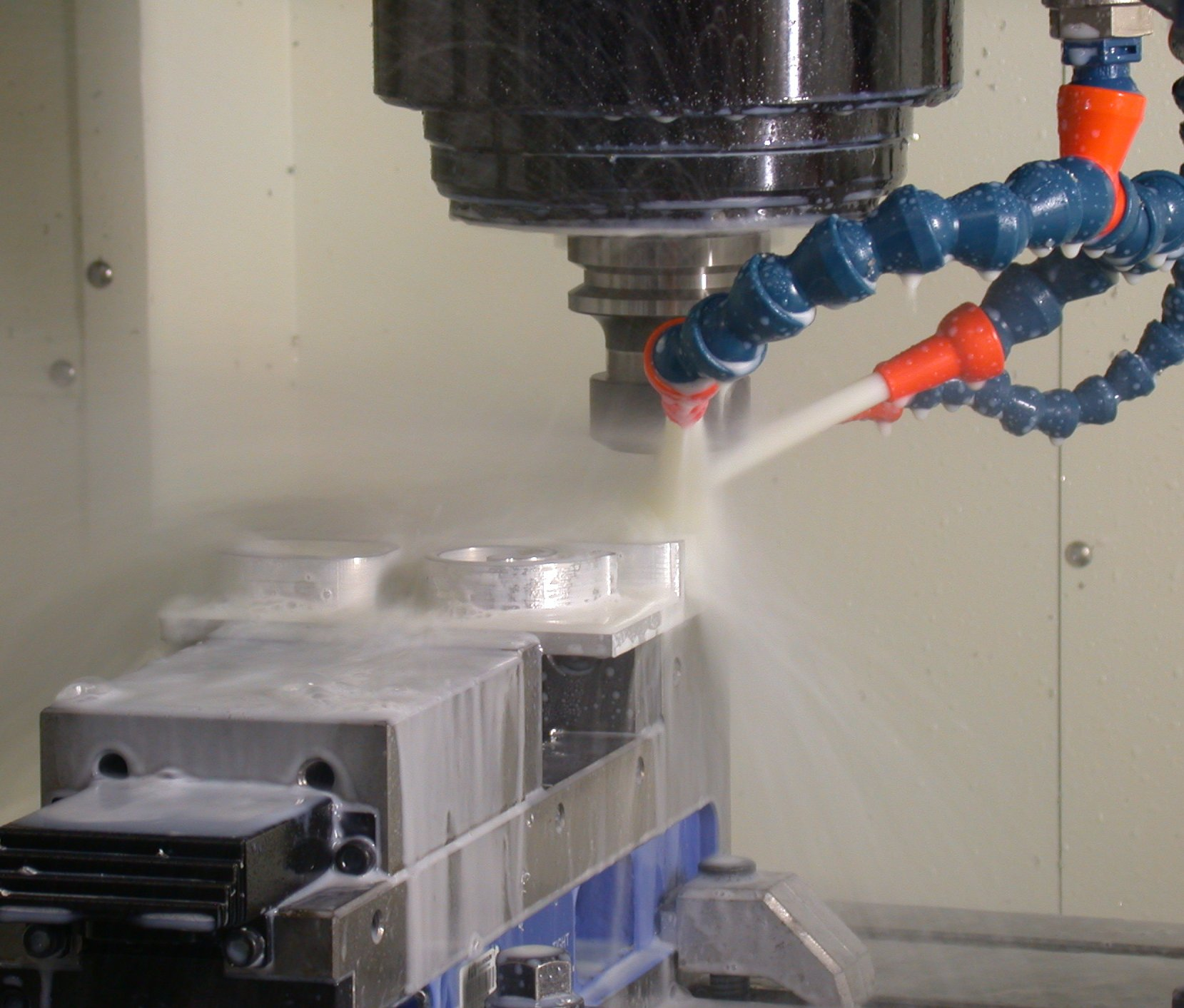

切削油（せっさくゆ）とは、金属などの切削加工を行う際に、摩擦抑制と冷却のために使用する油の総称。近年では主成分に水を使うものが多くなったため、切削剤と呼ばれることが多い。

## 種類
切削油には、油性切削油と水溶性切削油がある。
油性切削油は、鉱物油に切削性能を向上させる目的で、添加物を加えたものが多い。
水溶性切削油は、油を溶剤によって水に溶かして使用する。水溶性切削油は、冷却が優先される加工に使用される。また、廃棄時の環境負荷が低いため、現在、金属加工で使用される切削油の主流となっている。
過去には塩素系切削油が多く用いられていたが、短鎖長の塩素化パラフィンに発がん性リスクがある事と、廃油処理時におけるダイオキシン発生が問題となった事を受けて、日本産業規格では塩素系切削油は除外されている。一部では費用や性能の問題で、まだ塩素系切削油が使用されているものの、非塩素・塩素フリーのものが主流となっている。

## 歴史
人手で工作機械を操作していた時代には、切削油は、切削工具と被削材の摩擦を減少させる目的で使用され、主に油性切削油を少量使用していた。ハイス工具から超硬工具へと変わり、機械が数値制御になると、生産性は飛躍的に向上し、機械の操作は自動化され、切削油の目的が変化した。切削油は、
1. 高速加工により発生する熱の冷却（クーラント）
2. 無人化しても加工点やテーブル面に切り屑が残らないように洗い流す（フラッシング）

目的を持った。このため現在は、大量の切削油を専用のポンプにより濾過しつつ循環して使用するに至っている。

## 効果
切削油は加工点を潤滑・冷却することにより、加工精度や表面粗さを向上させ、工具の磨耗を抑制する。また、切り屑を加工工具や被削材から洗い流し、切り屑の堆積による加工不良の発生を抑える。さらに、加工時に発生する熱による機械の熱変形の防止にも役立つ。
近年は、省エネや廃油などの環境側面から切削油を使用しない加工法（ドライ加工）や微量の油で加工するセミドライ加工（MQL加工）、環境負荷の低い非鉱物系の油（水溶性のものも）を使った切削油等が研究されている。

## 規格
- JIS K2241-2000